# Epic: De Musical
Epic: The Musical (vaak afgekort naar EPIC ) is een musical met negen conceptalbums (ook wel "saga's" genoemd) met muziek en teksten geschreven door Jorge Rivera-Herrans. Het is een gezongen interpretatie van Homerus' Odyssee, geïnspireerd door muziektheater. Het vertelt het verhaal van Odysseus die probeert terug te keren van Troje naar Ithaca na de tien jaar durende Trojaanse oorlog. Onderweg krijgt hij te maken met goden en monsters die hem ervan proberen te weerhouden om terug te keren naar zijn vrouw Penelope en zijn zoon Telemachus.
De musical is geïnspireerd door diverse bronnen en bevat veel verschillende muziekgenres en verteltechnieken bekend uit anime, videogames en theater. De musical werd in 2021 bekender via sociale media met content in de vorm van kleine video's van maximaal 1-3 minuten zoals TikTok en kreeg te maken met productieproblemen in 2022 vanwege meerdere rechtszaken tussen de maker en de oorspronkelijke platenmaatschappij. Recensenten prezen het stuk vanwege de emotionele diepgang en de verhalende complexiteit die het in zijn muzikale format tot uitdrukking brengt.

## De Verhaallijn

### Deel 1

#### The Troy Saga
Na tien jaar lang vechten in de Trojaanse Oorlog, leidt Odysseus, koning van Ithaca, zijn mannen in een succesvolle invasie van Troje met behulp van het Houten Paard van Troje . Terwijl Odysseus de stad veroverd waarna deze wordt geplunderd, ontvangt Odysseus een visioen van Zeus, waarin hem wordt verteld dat als hij de baby Astyanax, de enige zoon van Hector, niet doodt, de jongen zal opgroeien tot een vijand van Griekenland en wraak zal nemen op Odysseus en zijn familie ("The Horse and The Infant"). Odysseus worstelt met de beslissing doordat hij denkt aan zijn eigen zoon Telemachus, maar uiteindelijk doodt hij de baby door hem van de stadsmuur te laten vallen ("Just a Man").
Nadat ze Troje hebben geplunderd, varen Odysseus en zijn vloot van 12 schepen met in totaal zeshonderd man naar hun thuisland Griekenland. Op zoek naar voedsel voor de mannen, verkent Odysseus met zijn beste vriend Polites een eiland ("Full Speed Ahead"). Odysseus is gespannen en Polites probeert hem ervan te overtuigen de oorlog achter zich te laten en "de wereld met open armen te groeten." Ze komen de ondeugende lotofagen  tegen die hen naar een grot in het oosten sturen om voedsel te vinden ("Open Arms"). De godin Athena, die Odysseus al sinds zijn kindertijd begeleidde, ziet dat Odysseus door de invloed van Polites afdwaalt van haar strenge leer. Ze verschijnt en laat Odysseus de herinnering van hun eerste ontmoeting zien, om hem eraan te herinneren wat ze van hem verwacht ("Warrior of the Mind").

#### The Cyclops Saga
Als Odysseus op het eiland aankomen waar de lotus-eters hen naartoe hadden gestuurd, ontdekken Odysseus en een verkenningsgroep een grot vol schapen. Hij schiet een van de schapen dood om op te eten. De eigenaar van het schaap, de cycloop Polyphemos, komt boos tevoorschijn en dreigt de mannen op te eten als compensatie voor de dood van zijn favoriete schaap. Odysseus probeert met de cycloop te onderhandelen en biedt hem de beste Griekse wijn aan als betaling voor het schaap. Polyphemos accepteert de wijn en vraagt Odysseus naar zijn naam. Hierop antwoordt Odysseus dat zijn naam "Niemand" is. Polyphemos bedankt "Niemand" voor de wijn, maar valt de mannen toch aan ("Polyphemus"). Odysseus verzamelt zijn mannen om te vechten tegen Polyphemos, wat voor een korte tijd lukt, maar de cycloop pakt een enorme knots, waarmee hij een voordeel heeft. Hij vermoordt meerdere mannen, waaronder als eerst Polites, voordat hij bewusteloos raakt ("Survive").
Odysseus vertelt zijn mannen dat hij de wijn heeft gemengd met lotusvruchten en maakt gebruik van de toestand van de bewusteloze cycloop. Hij commandeert zijn mannen dat ze moeten doorvechten voor hun dode kameraden en vrienden. Hij geeft ze de opdracht om met hun zwaarden de knots van Polyphemos te slijpen tot een speer. Vervolgens steken ze Polyphemos in zijn oog en zijn pijnkreten trekken de aandacht van andere cyclopen, die Polyphemos vragen wie hem pijn heeft gedaan. Polyphemos antwoordt dat hij door "Niemand" is pijn gedaan, waardoor de andere cyclopen hem vertellen dat hij stil moet zijn omdat niemand hem pijn doet. Odysseus en zijn mannen stelen alleen de schapen van de verblinde cycloop en ontsnappen, maar Athena verschijnt opnieuw en zegt Odysseus dat hij zijn vijand moet doden. Odysseus negeert haar bevel en onthult in plaats daarvan zijn ware identiteit, titels en woonplaats aan Polyphemus, in een daad van arrogantie (Grieks:  ὕβρις - hubris) ("Remember Them"). Athena en Odysseus krijgen hierover een heftige ruzie, die resulteert in het einde van hun lange vriendschap ("My Goodbye").

#### The Ocean Saga
Terwijl de bemanning verder vaart, komen ze een grote storm tegen voordat ze een vliegend eiland tegenkomen ("Storm"). Odysseus is van plan het eiland te bezoeken om de windgod Aeolus om hulp te vragen, maar Eurylochus, zijn rechterhand, vertelt hem dat het plan gevaarlijk is. Odysseus gaat met Eurylochus naar een plek waar ze alleen zijn en vertelt hem dat hij de bevelen die hij, Odysseus, oplegt moet opvolgen en zijn plannen niet moet tegenspreken ("Luck Runs Out"). Bij aankomst op het eiland geeft Aeolus Odysseus een magische zak met de wind van de storm waardoor hij naar huis kan terugkeren, als de zak wordt niet geopend. Voordat Odysseus vertrok van het eiland, verspreidden de dienaren van Aeolus het gerucht dat de zak een schat bevat. Deze actie zaait onenigheid onder de bemanning. Odysseus en zijn bemanning zijn bijna thuis, maar terwijl Odysseus slaapt, omdat hij dat al negen dagen niet had gedaan, wordt de zak geopend. Odysseus en Eurylochus sluiten zo snel mogelijk weer de zak om de laatste lucht op te vangen voor later gebruik en de vloot bevindt zich in de buurt van het land van de Laestrygoniërs ("Keep Your Friends Close"). De god van de oceaan Poseidon verschijnt en onthult dat hij de vader is van Polyphemus. Hij zweert dat hij wraak zal nemen voor de pijn die Odysseus zijn zoon heeft aangedaan. Hij laat alle schepen zinken, behalve het schip van Odysseus. Hij laat nog maar drieënveertig man onder zijn bevel over. Voordat Poseidon het laatste schip kan vernietigen en hij Odysseus kan vermoorden, laat Odysseus echter het laatste restje wind uit de zak van Aeolus ontsnappen, waardoor Odysseus zijn dood ontsnapt ("Ruthlessness").
1. ↑  De lotofagen en de dienaren van Aeolus worden in de musical afgebeeld als "Winions", een fictieve soort die speciaal voor de bewerking is bedacht.

Dit artikel of een eerdere versie ervan is een (gedeeltelijke) vertaling van het artikel Epic: The Musical op de Engelstalige Wikipedia, dat onder de licentie Creative Commons Naamsvermelding/Gelijk delen valt. Zie de bewerkingsgeschiedenis aldaar.